# Immram
Immram (en plural Immrama) es la denominación que recibe un tipo de relatos de la literatura irlandesa, que versan sobre el viaje de un héroe al Otromundo (véase Tír na nÓg y Mag Mell). Escritos tras la cristianización de Irlanda presentan aún elementos paganos procedentes de la mitología irlandesa. La palabra immram suele traducirse como viaje.
Han sobrevivido hasta la fecha tres immrama irlandeses, a saber: El Viaje de Mael Dúin, el Viaje de Uí Chorra, y el Viaje de Snegdus y Mac Riagla. El Viaje de Bran suele clasificarse como un Echtra (aventura), aunque contiene los elementos esenciales de los immrama. El Viaje de San Brandán también podría ser considerado un immram. Los immrama se caracterizan por describir el viaje de un héroe al inframundo, en un periplo que le lleva por multitud de islas fabulosas y del que no es seguro que regrese a casa.